# 庄司薫
庄司 薫（しょうじ かおる、1937年4月19日 - ）は日本の小説家。本名は福田章二（ふくだ しょうじ）。

## 経歴
三省堂の専務の息子として東京都豊島区東池袋に生まれ育つ。幼い頃から文学書に親しんで育つ。太平洋戦争中は埼玉県秩父に疎開していた。東京都立日比谷高等学校の同級生に塩野七生や古井由吉、尾高修也が、2級上に坂上弘がいた。高校時代は芸術派の総帥のつもりだった。高校卒業後、1年間の浪人生活を送る。1957年に東京大学文科二類（現在の文科三類に相当）に入学。同年「蝶をちぎった男の話」を東京大学教養学部学友会機関誌『学園』第15号に発表。
東京大学教養学部文学研究会機関誌『駒場文学』第9号（1958年4月）に発表した『白い瑕瑾』を改題改稿した『喪失』にて第3回中央公論新人賞を受賞、同作品が『中央公論』1958年11月号に掲載される。このとき選考委員の伊藤整と武田泰淳からは絶賛されたが、三島由紀夫から疑念を表明され、江藤淳から評論「新人福田章二を認めない」（『新潮』1959年1月号）で酷評された。この後、『新潮』1959年2月号に掲載された新人作家の座談会「僕ら文学するもの」に出席。1959年春、「封印は花やかに」を書き、『中央公論』小説特集号に発表。同年秋、作品集『喪失』を中央公論社から上梓。
教養学部から法学部に傍系進学し、第3類（政治コース）を卒業。法学部時代の恩師に丸山眞男がいる。
1960年、『文學界』7月号に発表した『輕やかに開幕』を最後に数年間筆を絶ち、謎の多い空白期間を過ごす（庄司の言葉では「総退却」）。エジプト学に沈潜していたとも、株で生活していたとも言われている。
1966年、恩師丸山真男を囲む集まり「60の会」の小さなタイプ印刷の機関誌「60」に10枚ほどの小説を発表、この会の内輪で好評を博す。東大闘争のあった1969年、初めて庄司薫の名義で『赤頭巾ちゃん気をつけて』を発表（『中央公論』5月号）。三島由紀夫たちに才能を認められ、第61回芥川賞を受賞、同年8月に中央公論社から単行本として刊行。この作品は、単行本と文庫本を併せて発行部数160万を超えるベストセラーとなった。また『中央公論』8・9・10月号に『さよなら快傑黒頭巾』を連載（同年11月、中央公論社から単行本として刊行）。同年、『文學界』9月号に『恐竜をつかまえた』を発表。『新潮』12月号に『アレクサンダー大王はいいな』を発表。
1970年、『中央公論』新年号から6回にわたり『白鳥の歌なんか聞えない』を連載。『婦人公論』4月号から1年間にわたり自伝風エッセイ『狼なんかこわくない』を連載。同年5月、作品集『喪失』の新版を中央公論社から刊行。
1971年2月、『白鳥の歌なんか聞えない』を中央公論社から刊行。同年12月、『狼なんかこわくない』を中央公論社から刊行。
1973年6月、エッセー集『バクの飼主めざして』を講談社から刊行。同年、『喪失』『赤頭巾ちゃん気をつけて』『白鳥の歌なんか聞えない』『さよなら快傑黒頭巾』『狼なんかこわくない』を中公文庫から刊行。敬愛する林達夫の『共産主義的人間』（中公文庫）に解説文を寄せる。
1974年9月、ピアニスト中村紘子と結婚。演奏ツアーなどにより中村が長期不在となったさい中村の愛猫を庄司がたびたび預かり面倒を見るなどしていたことから交際を深め結婚に至った。子はないが結婚以降変わらぬよい夫婦仲とのこと。一説には後年中村がエッセイ・小説を上梓の際、庄司による代筆を疑う声もあったが憶測の域を出ない。
1975年、『中央公論』新年号から24回にわたり『ぼくの大好きな青髭』を連載。1977年7月、『ぼくの大好きな青髭』を中央公論社から刊行。『赤』『黒』『白』と、この『青』を加えた四作は、現役あるいは卒後の都立日比谷高生である「庄司薫」を主人公にしたいわゆる「四部作」とされる。これらのうち東宝青春路線として1970年代以降、『赤』（岡田裕介・森和代・中尾彬・山岡久乃など主演）と『白』（岡田裕介・本田みちこ・加賀まりこ・細川俊之など主演）が映画化され、また、『白』はNHKでドラマ化（荒谷公之・仁科明子など主演）された。
その他、本名の福田章二原作『輕やかに開幕』の映画版で、『童貞』（1975年、重田尚彦・五十嵐淳子・夏木陽介・竹井みどり・大滝秀治など主演）がある。
1976年、『海』12月号に武田泰淳への追悼文「武田さんの思い出」を発表。
1978年11月、エッセイ集『ぼくが猫語を話せるわけ』を中央公論社から刊行。
1979年、『新潮』6月号にエッセイ「猫」を発表。同年、ウォークマン発売の後押しをしている。妻の中村紘子は「盛田さん（ソニー社長盛田昭夫）とうちの主人は当時しょっちゅう一緒にゴルフに行っていたんですが、家が近いものですから朝同じ車で行くんですね。そしたら盛田さんが主人にウォークマンの試作品を見せて「こういうのを発案したんだけど、会社の全員がこんなの売れませんって言って反対してる。だけど僕はこれいいと思うんだけどな」っておっしゃったんですよ。それでうちの主人に感想を求めてきたので「これいいじゃないですか。僕はこれすごくいいと思います」ってうちの主人が申し上げたのに勇気づけられて、みんなの反対を押し切って発売したら大ヒットになったんですよ」と語っている。
1980年、5月刊行の文春文庫の書き下ろしアンソロジー『読書と私』にエッセイ「『椿姫』以来」を執筆。同年10月、『ぼくの大好きな青髭』を中公文庫から刊行。同年12月、『東京新聞』にエッセイ「ビタミンC」を発表。
1981年11月、『ぼくが猫語を話せるわけ』を中公文庫から刊行。
小説家としては1977年の『ぼくの大好きな青髭』を最後に沈黙しているが、以後も部屋に籠っているわけではなく、中村のコンサート後のパーティなどにも顔を出していることが伝えられている。日頃は趣味の書を嗜み、各出版社の編集者とは仕事抜きの交際を続けている。中村は2時間約200万円の公演を年間30-40回こなすと言われているがその稼ぎに庄司は寄りかかることなく、1985年からは東京都港区三田の自宅マンションに次々と別の抵当権を設定し、バブル期の不動産価格の高騰に乗って借入れを増大。1985年から2006年までで総額13億7000万円の資金を借入れ、不動産や株などに投機していたが、2006年以後に借金（元利合計で借入金の倍額程度）を完済。夫妻の部屋の登記簿を見た萬場友章弁護士から「バブル崩壊で資産価値が目減りし、多くの個人投資家が担保物権を失うなかで、この夫婦は損をせずに巧みに売り抜けている。常識的には破産していてもおかしくないケースで、これはもうプロの投資家のレベルです」と称賛された。
2007年4月15日、自宅マンションで異臭騒ぎが発生。警視庁三田署と東京消防庁によると、冷蔵庫の配線が破れて冷却用のアンモニアが漏れたものと見られている。

## サリンジャー『ライ麦畑でつかまえて』との関係をめぐって
『赤頭巾ちゃん気をつけて』以降の庄司作品に野崎孝訳版、サリンジャー『ライ麦畑でつかまえて』の影響を見る向きもある。『ライ麦畑でつかまえて』と文体やプロットから主人公の設定や小道具まであまりに似すぎているのではないかという声は『赤頭巾ちゃん』の発表当時から存在し、『東京新聞』は1969年9月2日朝刊ワイド面「こちら特報部」に「"薫ちゃん"気をつけて」と題する記事を掲載したことがある。
この中で当時明治大学助教授だったサリンジャー研究者三浦清宏は『一つの意見』と題する論評を寄せ、「盗作」「贋作」といった言葉を避けつつも、『ライ麦畑でつかまえて』との類似点を「…とかなんとか」「…やなんか」といった言い回しや「とくに女友達にかける時なんかがそうで、どういうわけか、かならず『ママ』が出てくるのだ」（庄司）と「困るのは、最初に電話に出るのは彼女じゃないだろうということなんだ。おやじかおふくろが出てくるにきまってんのさ」（サリンジャー）といったディテール、また両者ともブルジョワの家庭に生まれた精神的に不安定な少年が理由は違うにせよ行くべき学校がなく彷徨する姿を描いた作品であることなどを挙げ、具体的に検証して見せた。
これに対し、庄司は『三浦氏へ…ボクの見解』と題する手記を寄せ、「ぼくは、このような意見に対しては、ただぼくの作品を読んでいただきたい、というほかないと思います」と宣言しながらも、「ぼくは、このような意見、つまり『薫くん』流にいえば、ひとの足をひっぱって自分の存在を主張するといった『品性下劣』な、めめしい発想をとてもお気の毒に思います」「いずれにしてもこの三浦氏にももう一度よく『赤頭巾ちゃん』を読んでいただきたいと思います。もっともそうすると『舌をかんで死んじゃいたく』なるんじゃないか、という心配もありますが」と皮肉り、東京新聞の記者に対しては「サリンジャーを盗んでいるなんて批評は、十年も、いや二、三年もすれば、そうでなかった──とわかりますよ」と予言した。
このとき、コメンテーターとして小島信夫は『赤頭巾』を未読としつつも「私の周囲の米文学者は、受賞直後から（両作品の類似を - 引用者註）話題にしてました。文章をそのままいただいたというのではないので盗作とはいえないというのが大方の意見でしたが……。人によっては、明治以来、ずいぶん多くの外国文学が取り入れられてきたが、こんなに主体性のない取り入れ方をしたのは初めてだなんていってました」と発言し、佐伯彰一 は「よく似ているけど、サリンジャーのものほどうまくいってない」「選考委員がサリンジャー作品を知っていて、なおかつ斬新さを認めたのならいいんですけど、そうでないとすると、ひっかかる人が出るでしょう」と述べた。庄司はその後、『東京新聞』1969年9月12日夕刊文化欄に『とにかく読んでください』という反論文を発表し、『週刊言論』1969年10月1日号のインタビューでも同様の反論をおこなった。
この点につき栗原裕一郎は、庄司が同人誌時代に福田章二名義で発表した『白い瑕瑾』（『駒場文学』第9号、1958年4月）の文体が『赤頭巾ちゃん』に近い「かもしれない」ことを指摘しつつ、「野崎訳『ライ麦畑でつかまえて』が発表されたのは1964年、『白い瑕瑾』は1958年だから、『赤頭巾ちゃん』の文体が『白い瑕瑾』の時点ですでに出来上がっていたとすれば、少なくとも野崎訳文体の模倣とはいえない計算になる」（『盗作の文学史』p.114、新曜社、2008年）と述べた上で、「文学青年を自称し『若さ』についてもっぱら考えていた庄司が『ライ麦畑でつかまえて』を読んでいなかったとは考えにくいから、『ライ麦畑』の邦訳に自分が捨て去った文体の可能性を再発見しブラッシュアップをもくろんだというあたりが模倣疑惑の実情にちかいのではないかと推測されるが、庄司が真相を吐露することは今後もないだろう」と論じている（同書p.122）。
ただしサリンジャーのThe Catcher in the Ryeの日本語への初訳としては『白い瑕瑾』に先立つ1952年、橋本福夫訳の『危険な年齢』がダヴィッド社から出ている。この訳書には既に「これには参ったね」（That killed me.）や「…やなんか」（...and all）などの頻出表現が登場しており野崎はそれを踏襲したに過ぎない。しかし、この橋本訳サリンジャーが庄司に影響を与えた可能性については栗原も言及していない。

## 著書
- 喪失　福田章二 中央公論社,　1959.　のち文庫
- 赤頭巾ちゃん気をつけて　中央公論社　1969　のち文庫、新潮文庫
- さよなら快傑黒頭巾　中央公論社　1969　のち文庫、新潮文庫
- 狼なんかこわくない　中央公論社　1971.　のち文庫
- 白鳥の歌なんか聞えない　中央公論社　1971　のち文庫
- バクの飼主めざして　講談社　1973　のち文庫、中公文庫
- ぼくの大好きな青髭　中央公論社　1977.7　のち文庫
- ぼくが猫語を話せるわけ　中央公論社　1978.11　のち文庫
- 家族としての犬と猫 編　新潮社　1987.3　エッセイ・おとなの時間